# Nicolas Raskin
Nicolas Raskin (Lieja, Región Valona, Bélgica, 23 de febrero de 2001) es un futbolista belga. Juega de centrocampista y su equipo es el Rangers F. C. de la Scottish Premiership.

## Trayectoria
Nacido en Lieja, entró a las inferiores del Standard de Lieja a los 7 años.
Tras un paso por la cantera del R. S. C. Anderlecht, firmó su primer contrato profesional con el K. A. A. Gante el 26 de mayo de 2017. Debutó con el primer equipo el 10 de febrero de 2018 ante el Sint-Truiden en la Primera División de Bélgica. Con 16 años es el jugador más joven en debutar en la primera categoría en el siglo XXI.
El 23 de enero de 2019 fichó por el Standard de Lieja. Desde su regreso disputó 96 encuentros con el primer equipo en los que anotó cinco goles.
El 31 de enero de 2023 se marchó a Escocia después de haber sido traspasado al Rangers F. C.

## Selección nacional
Raskin fue internacional en categorías inferiores por Bélgica y disputó el Campeonato Europeo Sub-17 de la UEFA 2018. También lo fue con la selección absoluta, haciendo su debut el 20 de marzo de 2025 en el partido de ida de la promoción de ascenso y descenso de la Liga de Naciones de la UEFA 2024-25 ante Ucrania que perdieron por tres a uno.

## Estadísticas
Actualizado al último partido disputado el 17 de mayo de 2025.
| Club | Div.          | Temporada     | Liga  | Liga  | Copas nacionales(1) | Copas nacionales(1) | Copas internacionales(2) | Copas internacionales(2) | Total | Total |
| Club | Div.          | Temporada     | Part. | Goles | Part.               | Goles               | Part.                    | Goles                    | Part. | Goles |
| --- | ------------- | ------------- | ----- | ----- | ------------------- | ------------------- | ------------------------ | ------------------------ | ----- | ----- |
| K. A. A. Gante · Bélgica | 1.ª           | 2017-18       | 1     | 0     | 0                   | 0                   | 0                        | 0                        | 1     | 0     |
| K. A. A. Gante · Bélgica | Total club    | Total club    | 1     | 0     | 0                   | 0                   | 0                        | 0                        | 1     | 0     |
| Standard de Lieja · Bélgica | 1.ª           | 2018-19       | 0     | 0     | 0                   | 0                   | ―                        | ―                        | 0     | 0     |
| Standard de Lieja · Bélgica | 1.ª           | 2019-20       | 3     | 0     | 1                   | 0                   | ―                        | ―                        | 4     | 0     |
| Standard de Lieja · Bélgica | 1.ª           | 2020-21       | 32    | 2     | 5                   | 0                   | 6                        | 1                        | 43    | 3     |
| Standard de Lieja · Bélgica | 1.ª           | 2021-22       | 29    | 1     | 2                   | 0                   | ―                        | ―                        | 31    | 1     |
| Standard de Lieja · Bélgica | 1.ª           | 2022-23       | 17    | 1     | 1                   | 0                   | ―                        | ―                        | 18    | 1     |
| Standard de Lieja · Bélgica | Total club    | Total club    | 81    | 4     | 9                   | 0                   | 6                        | 1                        | 96    | 5     |
| Rangers F. C. Escocia | 1.ª           | 2022-23       | 12    | 0     | 4                   | 0                   | ―                        | ―                        | 16    | 0     |
| Rangers F. C. Escocia | 1.ª           | 2023-24       | 18    | 1     | 5                   | 0                   | 8                        | 0                        | 31    | 1     |
| Rangers F. C. Escocia | 1.ª           | 2024-25       | 33    | 4     | 3                   | 0                   | 12                       | 1                        | 48    | 5     |
| Rangers F. C. Escocia | Total club    | Total club    | 63    | 5     | 12                  | 0                   | 20                       | 1                        | 95    | 6     |
| Total carrera | Total carrera | Total carrera | 145   | 9     | 21                  | 0                   | 26                       | 2                        | 192   | 11    |
| (1) Incluye datos de la Copa de Bélgica, Copa de Escocia y Copa de la Liga de Escocia. (2) Incluye datos de la Liga de Campeones de la UEFA y Liga Europa de la UEFA. |               |               |       |       |                     |                     |                          |                          |       |       |

## Palmarés

### Títulos nacionales
| Título                     | Club          | País    | Año     |
| -------------------------- | ------------- | ------- | ------- |
| Copa de la Liga de Escocia | Rangers F. C. | Escocia | 2023-24 |

## Vida personal
Su padre Thierry también fue futbolista profesional.